# NGC 2452
NGC 2452, är en planetarisk nebulosa belägen i stjärnbilden Akterskeppet. Den upptäcktes av John Herschel 1837.

## Egenskaper
NGC 2452 är belägen ca 15 000 ljusår från jorden och är ca 40- till 50-tusen år gammal. På himlen visar den sig nära den öppna stjärnhopen NGC 2453 och ansågs tidigare eventuellt kunna ingå i den hopen. Detta är emellertid bara en tillfällighet och de har inget samband med varandra, NGC 2452 är ett förgrundsobjekt i förhållande till NGC 2453.
Den centrala stjärnan i NGC 2452 är av spektraltyp [WO1], och dess föregångare skulle ha haft en stor massa på ca 7 solmassor, nära den övre gränsen för bildning av en planetarisk nebulosa.